# Alcathousiella
Alcathousiella es un género de escarabajos longicornios de la tribu Acanthocinini.

## Especies
- Alcathousiella giesberti Nascimento, Monné & Wappes, 2021
- Alcathousiella polyrhaphoides (White, 1855)